# Helmut Humann
Helmut Humann (* 21. September 1922 in Aue; † 25. Dezember 1996 in Greiffenberg) war ein deutscher Maler und Grafiker, dessen Schaffen überwiegend mit dem Erzgebirge in Verbindung steht. Nach mehreren erfolgreichen Jahren zog Humann nach Greiffenberg in der Uckermark, wo er bis zu seinem Tod eine private Kunstgalerie betrieb.

## Leben
Humann besuchte in seiner Geburtsstadt Aue zunächst eine höhere Handelsschule und absolvierte nach deren Abschluss eine Lehre als Maler. Ab 1942 nahm er als Soldat der Wehrmacht am Zweiten Weltkrieg teil und geriet 1944 in französische Gefangenschaft. Nachdem er entlassen worden war, arbeitete er 1946/1947 in Frankreich künstlerisch. 1947 kam er nach Aue zurück, wo er seinen Lebensunterhalt als freischaffender Künstler bestritt. Er widmete sich der Darstellung der erzgebirgischen Heimat und hielt u. a. über zwei Jahre den Bau der Talsperre Sosa künstlerisch fest.
Humann war Gründungsmitglied des Verbands Bildender Künstler der DDR und gehörte dessen Zentraler Sektionsleitung Malerei/Grafik und dem Vorstand des Bezirksverbands Karl-Marx-Stadt an.
Er unterrichtete an der Fachschule für angewandte Kunst Schneeberg zunächst Schrift- und Farblehre, trat 1959 eine Stelle als Fachrichtungsleiter für Textildruck an und machte sich 1972 selbstständig. Parallel zu seiner Lehrtätigkeit war Humann künstlerischer Leiter des Klubs der Jugend und des Sports 'Aktivist' zu Schlema.
Als Senior zog Humann mit seiner Familie nach Greiffenberg, wo er 1987 eine private Galerie eröffnete.
Humann war verheiratet und hatte einen Sohn (Henrik Humann), der in den 1970er-Jahren eine eigene künstlerische Laufbahn als Kunstschmied in Schwedt an der Oder begann und bis 2012 in dieser Kleinstadt eine Schmuckgalerie unterhielt.

## Kunstschaffen

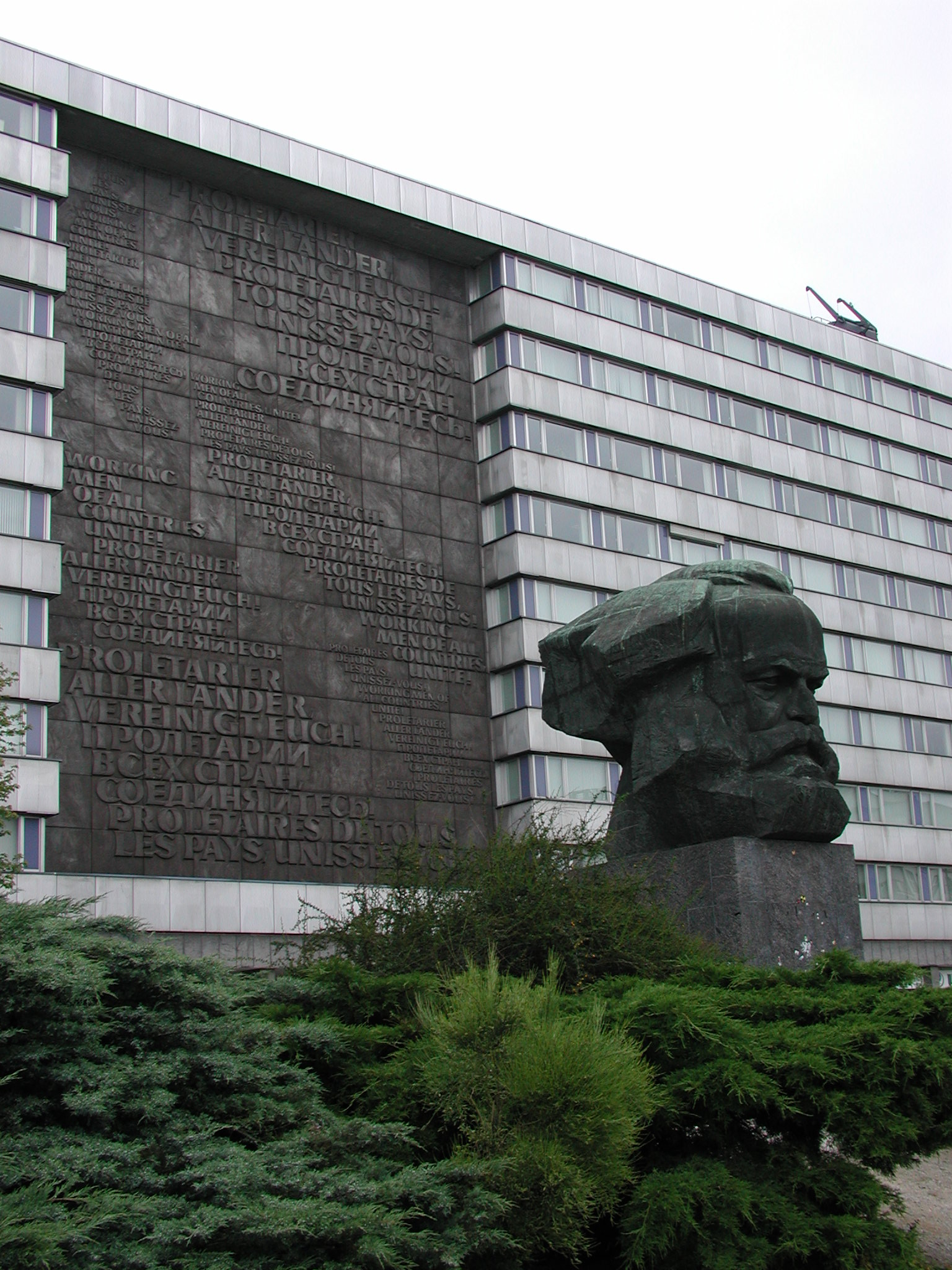
Karl-Marx-Monument in Chemnitz mit auch von Humann gestalteter Metallwand dahinter (2009)

Humann begann seine künstlerische Tätigkeit mit klassischer Malerei. Später verlegte er sich auf Kunstwerke in Sgraffito-Technik und Emaillearbeiten. Sein Gesamtwerk umfasst u. a. Kleinkunstwerke, Innenarchitektur und Außengestaltung. Die Außenfassade des Forschungs- und Entwicklungszentrums Robotron im damaligen Karl-Marx-Stadt wurde beispielsweise 1969 mit Aluminiumgusselementen und emaillierten Kupferschalen (Abmessungen 40 Meter × 4 Meter) nach Plänen von Humann geschmückt. Die Ausgestaltung der gesamten Innenräume der Kleinen Revue im Berliner Friedrichstadtpalast geht ebenfalls auf Humanns Entwürfe zurück. Im Internet gibt es ein kleines Werkverzeichnis. Die im Bild gezeigte Metallwand besteht aus einzelnen gegossenen Rechtecken, die insgesamt eine Fläche von etwa 25 × 15 Meter an der Hausfassade bedecken. Sie stellen den bekannten Aufruf von Karl Marx im Kommunistischen Manifest Proletarier aller Länder vereinigt euch ! dar. Der Entwurf stammt von einem sächsischen Künstlerkollektiv, an dem Helmut Humann mitgearbeitet hat. Einige Arbeiten befinden sich im Museum Schloss Schwarzenberg. Auch die künstlerische Ausgestaltung der Bezirksverwaltung für Staatssicherheit Leipzig lag in den Händen Humanns. Ein kleines Metallkunstwerk, das Humann für den Kultursaal des VEB Halbzeugwerk Auerhammer angefertigt hat, hängt seit 2002 im Foyer des Beruflichen Bildungszentrums für Wirtschaft und Sozialwesen (frühere Pestalozzi-Schule) in Aue.

## Auszeichnungen
In Frankreich gehörte Humann 1947 zu den Preisträgern für Malerei in Épinal im Département Vosges. Seine Ausstellung für Malerei in Paris wurde ebenfalls öffentlich gewürdigt.
Sein künstlerisches Schaffen wurde durch Verleihung mehrerer Preise und Medaillen gewürdigt wie die Pestalozzi-Medaille für treue Dienste (1970), Kunstpreis des FDGB für die Wandgestaltung hinter dem Karl-Marx-Monument (1972 in Zusammenarbeit mit Heinz Lanzendorf und Heinz Schumann), den Kunstpreis Kurt Barthel (KUBA) des Bezirks Karl-Marx-Stadt (1974), im Kollektiv mit Volker Beier, Hans Brockhage, Clauss Dietel und Carl-Heinz Westenburger den Kunstpreis des FDGB für die Gestaltung der Wind-Wetter-Wand im Erholungsheim Am Fichtelberg in Oberwiesenthal (1976), den Kunst- und Kulturpreis der SDAG Wismut (1985) für sein Lebenswerk.

## Werkbeispiele

### Tafelbilder
- Lesende (vor 1959, Mischtechnik, 30 × 52 cm; auf der Vierten Deutschen Kunstausstellung)[5]

### Druckgrafik
- Stillleben mit roter Schale (1956, farbige Lithografie)[6]
- Die Lesende (1956, Farbholzschnitt)[6]

## Ausstellungsbeteiligungen (unvollständig)
- 1948: Zwickau, Städtisches Museum („Schau der Jüngsten. Maler, Graphiker, Bildhauer“)

- 1951: Chemnitz, Schlossbergmuseum (Mittelsächsische Kunstausstellung)

- 1957: Berlin, Ausstellungspavillon Werderstraße („Junge Künstler der DDR“)

- 1958/1959, 1967/1968, 1972/1973 und 1982/1983: Dresden, Deutsche Kunstausstellung bzw. Kunstausstellung der DDR
- 1963: Karl-Marx-Stadt, Museum am Theaterplatz („10 Jahre Architektur, bildende Kunst und bildnerisches Volksschaffen in Karl-Marx-Stadt“)[7]

- 1974 und 1979: Karl-Marx-Stadt, Bezirkskunstausstellungen

- 1983: Berlin und weitere Städte („Karl Marx. Künstlerbekenntnisse“)